# Tramlijn Hoofdplaat - Pyramide
De Tramlijn Hoofdplaat - Pyramide, was een tramlijn in Zeeuws-Vlaanderen. Vanuit Hoofdplaat liep de lijn via Biervliet naar Pyramide.

## Geschiedenis
De lijn werd in 1918 geopend door de Zeeuwsch-Vlaamsche Tramweg-Maatschappij. In Pyramide was er aansluiting op de tramlijn IJzendijke - Drieschouwen. In Hoofdplaat was er vanaf 1928 aansluiting op de tramlijn Hoofdplaat - Breskens. Het reizigersverkeer op de lijn Breskens – Pyramide – IJzendijke werd als laatste in Zeeuws-Vlaanderen gestaakt op 16 maart 1949, waarna autobussen de dienst overnamen. Ook het goederenverkeer eindigde in september 1949, waarna de sporen werden opgebroken.